# Sphyrotarsus hessei
Sphyrotarsus hessei är en tvåvingeart som beskrevs av Octave Parent 1914. Sphyrotarsus hessei ingår i släktet Sphyrotarsus och familjen styltflugor. Inga underarter finns listade i Catalogue of Life.